# Szent Márton európai kulturális útvonal
A Szent Márton európai kulturális útvonal (latinul: Via Sancti Martini) 2005-ben jött létre. A kezdeményezés Franciaországból és Magyarországról gyakorlatilag egy időben, de egymástól függetlenül indult. A luxemburgi székhelyű Európai Kulturális Útvonalak Intézetéhez az alapító nyilatkozatot a francia kezdeményezők nyújtották be. Az útvonalat az Európa tanács „kiemelkedő jelentőségű európai kulturális útvonallá nyilvánította”.
A Szent Márton-út két csomópont köré szerveződik. Az egyik csomópont Szombathely, az ókori Savaria, ahol Márton megszületett, másik Tours városa Franciaországban, ahol Mártont püspökké választották, ahol ma a sírja található. A két várost összekötő fő útvonal Magyarországot, Szlovéniát, Olaszországot és Franciaországot érinti, de vannak leágazásai Horvátország, Szlovákia, Csehország, Hollandia és Németország felé is.

## Háttér
Szent Márton Európa és a keresztény világ egyik legnépszerűbb szentje. Európában mintegy tízezer templomot szenteltek tiszteletére. Őt tekinti védőszentjének több egyházmegye, földrajzi régió (tartomány) és város (pl. Közép-Európában a Pozsonyi főegyházmegye, a Szombathelyi, a Kismartoni, a Munkácsi (latin), a Szepesi egyházmegye és a Pannonhalmi Bencés Főapátság védőszentje.) Nevét Finnországtól Olaszországig, Portugáliától Lengyelországig több száz település viseli.
A Szent Mártonhoz és a Márton naphoz kapcsolódó hagyományok és szokások a katolikusok és a protestánsok körében egyaránt ismertek. (Szent Márton neve az ortodoxok körében ismert, de tisztelete nem olyan élénk, mint Európa más vidékein.) A Szent Márton-nap táján már ma is sok helyen szerveznek jelentős kulturális, turisztikai és gasztronómiai rendezvényeket. Szent Márton a szőlő és a bortermelők egyik védőszentje.
Szent Márton alakját jelentős műalkotások (festmények, szobrok, zenei művek, stb.) örökítik meg. Szent Márton a segítő ember példaképe.
A gyalogosan is járható zarándokútvonal kiépítése mellett a szervezők célja, hogy elősegítsék a Szent Mártonhoz kapcsolódó kutatásokat, illetve az útvonal által érintett régiók és települések együttműködését a következő területeken: tudomány és kutatások, művészetek, oktatás és ifjúság, civil szervezetek, turisztika, spirituális kapcsolatok és gazdasági kapcsolatok.
A Via Sancti Martini gyalogosan is járható főútvonala Szombathelyről indulva Szlovénián, Olaszországon és Franciaországon át Tours-ig vezet

## Magyarországi Szent Márton-útvonalak

### Gyalogos útvonalak
Főútvonal:
- A magyarországi szakasz Szombathelytől a szlovén határig vezet: Szombathely - Ják - Nagykölked - Harasztifalu - Körmend - Nádasd - Vaspör - Zalaháshágy - Zalalövő - Csöde - Szatta - Ramocsa - Magyarföld - Kerkáskápolna - Magyarföld - Kercaszomor. Jelzés: sárga sáv, Hossza kb. 100 km.

Kapcsolódó útvonalak:
- Szombathelytől Rajkáig (a szlovák határig) vezető útvonal: Szombathely - Gencsapáti - Perenye - Gyöngyösfalu - Lukácsháza - Kőszegdoroszló - Kőszeg - Ólmod - Horvátzsidány - Kiszsidány - Peresznye - Répcevis - Zsira - Und - Sopronhorpács - Egyházasfalu - Nemeskér - Pusztacsalád - Himod - Mihályi - Potyond - Bogyoszló - Sopronnémeti - Szilsárkány - Rábapordány - Bágyogszovát - Kóny - Fehértó - Győrsövényház - Lébény - Károlyháza - Kimle - Máriakálnok - Halászi - Feketeerdő - Dunakiliti - Rajka
- Via Divide Caritatem - Szent Márton-út Baranyában: Vásárosdombó - Gerényes - Ág - Alsómocsolád - Bikal - Köblény - Magyaregregy - Kisújbánya - Zengővárkony - Pusztakisfalu - Nagypall - Erzsébet - Szellő - Kátoly - Máriakéménd - Hásságy - Magyarsarlós - Nagykozár - Pécs - Patacs - Orfű - Mecsekrákos - Sikonda - (Komló) - Mecsekfalu - Mecsekjánosi - Kisbattyán - Kisújbánya

### Tematikus útvonalak
Szent Márton-templomokat, Szent Márton-emlékhelyeket érintenek.
- Via Latinorum

Állomásai: Szombathely, Körmend, Nádasd, Hegyhátszentmárton, Csöde, Domonkosfa, Kebeleszentmárton, Mártonhely, Hajdina, Dvorjane, Šmartno na Pohorju
- Via Sopianae

Állomásai: Szombathely, Nemeskolta, Nagytilaj, Zalaszentmárton, Vörs, Táska, Polány, Somogyacsa-Gerézdpuszta, Értény, Igal, Fonó, Vásárosdombó, Orfű, Pécs-Patacs, Pécs, Hosszúhetény-Kisújbánya, Lovászhetény, Máriakéménd, Pécsdevecser, Nagybudmér, Villány, Márok, Illocska, Alsószentmárton, Kisszentmárton, Felsőszentmárton, Hegyszentmárton, Baksa, Cserdi, Szilvásszentmárton, Csököly
- Via Slavonica

Állomásai: Szombathely, Nemeskolta, Nagytilaj, Gősfa, Zalaszentmárton, Nagykanizsa, Tótszentmárton, Bottornya, Muraszentmárton, Donja Voća, Varasdfürdő, Donji Martijanec
- Via Moravia

Állomásai: Szombathely, Vámoscsalád, Zsédeny, Kemenesszentmárton, Kisszőlős, Doba,Bakonypölöske, Ajkarendek, Németbánya, Pénzesgyőr, Ravazd, Pannonhalma, Győr, Bágyogszovát, Halászi, Rajka, Misérd, Pozsony, Csukárd-Terlény, Gerencsér, Nagyszombat, Bresztovány, Szárazpatak, Pagyár, Alsólopassó, Harádics, Büdöskő, Nagyúny, Csári, Kiskovalló, Holics, Starý Poddvorov, Násedlovice, Dambořice, Luleč, Blansko, Dolní Loučky .....
- Szent Márton-út a Balaton-felvidéken át a Vág völgyéig

Állomásai: Szombathely, Sümeg, Csabrendek - Csabrendek-Nyírespuszta, Diszel, Káptalantóti, Barnag, Óbudavár, Balatonudvari, Balatonalmádi - Vörösberény, Sóly, Veszprém, Csákberény, Ácsteszér, Tokod, Esztergom, Komáromszentpéter, Szímő, Udvard, Zsitvafödémes, Nagygyőröd, Zsitvaszentmárton, 
Kislapás, Nyitra-Tormos, Sempte, Alistál, Udvarnok-Szolgagyőr, Felsőzélle

### Az útvonalhoz kapcsolódó helyi kezdeményezések Magyarországon
- Répcelaki Szent Márton-ösvény[halott link]
- Via Sancti Martini Budapesten program

## Szent Márton-út Szlovéniában

### Gyalogos főútvonal Szlovéniában
- Kijelölés alatt

Domonkosfa - Szerdahely - Pártosfalva - Kisfalu - Szécsiszentlászló Kebeleszentmárton - Bagonya - Alsómarác - Mártonhely - Muraszombat - Korong - Csendlak - Szécsénykút - Radenci - Sv Jurij ob Ščavnici - Cerkvenjak - Negova - Benedikt - Sveta Trojica - Gočova - Zavrh - Sp Voličina - Jablance - Vodole - Kamnica - Maribor - Dvorjane - Ptuj - Hajdina - Apače - Ptujska Gora - Majšperk - Slovenska Bistrica - Šmartno na Pohorju - Kebelj - Oplotnica - Zlakova - Zreče - Nova Cerkev - Šmartno v Rožni dolini - Velenje - Šmartno ob Paki - Nazarje - Šmartno ob Dreti - Šmartno v Tuhinju - Radomlje - Domžale - Ljubljana - Polhov Gradec - Šentjošt nad Horjulom - Logatec - Podkraj - Ajdovščina - Velike Žablje - Branik - Škrbina - Kostanjevica na Krasu - Opatje Selo

## Szent Márton-út Franciaországban
Az olasz határtól (Kis Szent Bernát-hágótól) Tours-ig vezető útvonal